# Мафа (мова)
Мафа — мова, що належить до афразійської макросімʼї, чадської сімʼї. Поширена в Камеруні (Крайньопівнічний регіон) і Нігерії (штат Борно).

## Писемність
Сучасна абетка мови мафа побудована на основі загального алфавіту для мов Камеруну.
| Ɓ ɓ | P p | B b | Mb mb | M m | F f | V v | Ɗ ɗ | T t | D d | Nd nd | N n | Sl sl |
| --- | --- | --- | ----- | --- | --- | --- | --- | --- | --- | ----- | --- | ----- |
| /ɓ/ | /p/ | /b/ | /mb/  | /m/ | /f/ | /v/ | /ɗ/ | /t/ | /d/ | /nd/  | /n/ | /ɬ/   |

| Zl zl | L l | R r | Ts ts | Dz dz | Ndz ndz | S s | Z z | C c  | J j  | Nj nj | Sh sh | Zh zh | Y y | ʼ   |
| ----- | --- | --- | ----- | ----- | ------- | --- | --- | ---- | ---- | ----- | ----- | ----- | --- | --- |
| /ɮ/   | /l/ | /r/ | /t͡s/  | /d͡z/  | /nd͡z/   | /s/ | /z/ | /t͡ʃ/ | /d͡ʒ/ | /nd͡ʒ/ | /ʃ/   | /ʒ/   | /j/ | /ʔ/ |

| K k | G g | Ng ng    | H h | Gh gh | Kw kw | Gw gw | Ngw ngw    | Hw hw | Ghw ghw | W w |
| --- | --- | -------- | --- | ----- | ----- | ----- | ---------- | ----- | ------- | --- |
| /k/ | /g/ | /ŋg/ /ŋ/ | /h/ | /ɣ/   | /kw/  | /gw/  | /ŋgw/ /ŋw/ | /hw/  | /ɣw/    | /w/ |

| I i | E e | Ʉ ʉ | Œ œ | Ə ə | A a | U u | O o |
| --- | --- | --- | --- | --- | --- | --- | --- |
| /i/ | /e/ | /ɥ/ | /ø/ | /ə/ | /a/ | /u/ | /o/ |

- Тони передаються шляхом простановки над буквами для голосних діакритичних знаків: акут (´) — високий тон; гачек (ˇ) — низький-високий. Низький тон позначається написанням букв для голосних без перерахованих діакритичних знаків[4].
- Подвоєння приголосних позначається написанням двох букв для відповідного приголосного. Наприклад: ff [fː], rr [rː], ɗɗ [ɗː]. Якщо приголосний передається диграфом або триграфом, то при передачі такого подвоєного приголосного на письмі двічі записується тільки перша буква ди- і триграфу. Наприклад: hhw [hwː], kkw [kwː], nng [ŋgː], nngw [ŋgwː], tts [t͡sː], ssl [ɬː], zzl [ɮː][5].

- Довгі голосні позначаються подвоєнням відповідних букв для голосних.

| Ee ee | Œœ œœ | Aa aa | Oo oo |
| ----- | ----- | ----- | ----- |
| /eː/  | /øː/  | /aː/  | /oː/  |